# Rio di Santa Eufemia

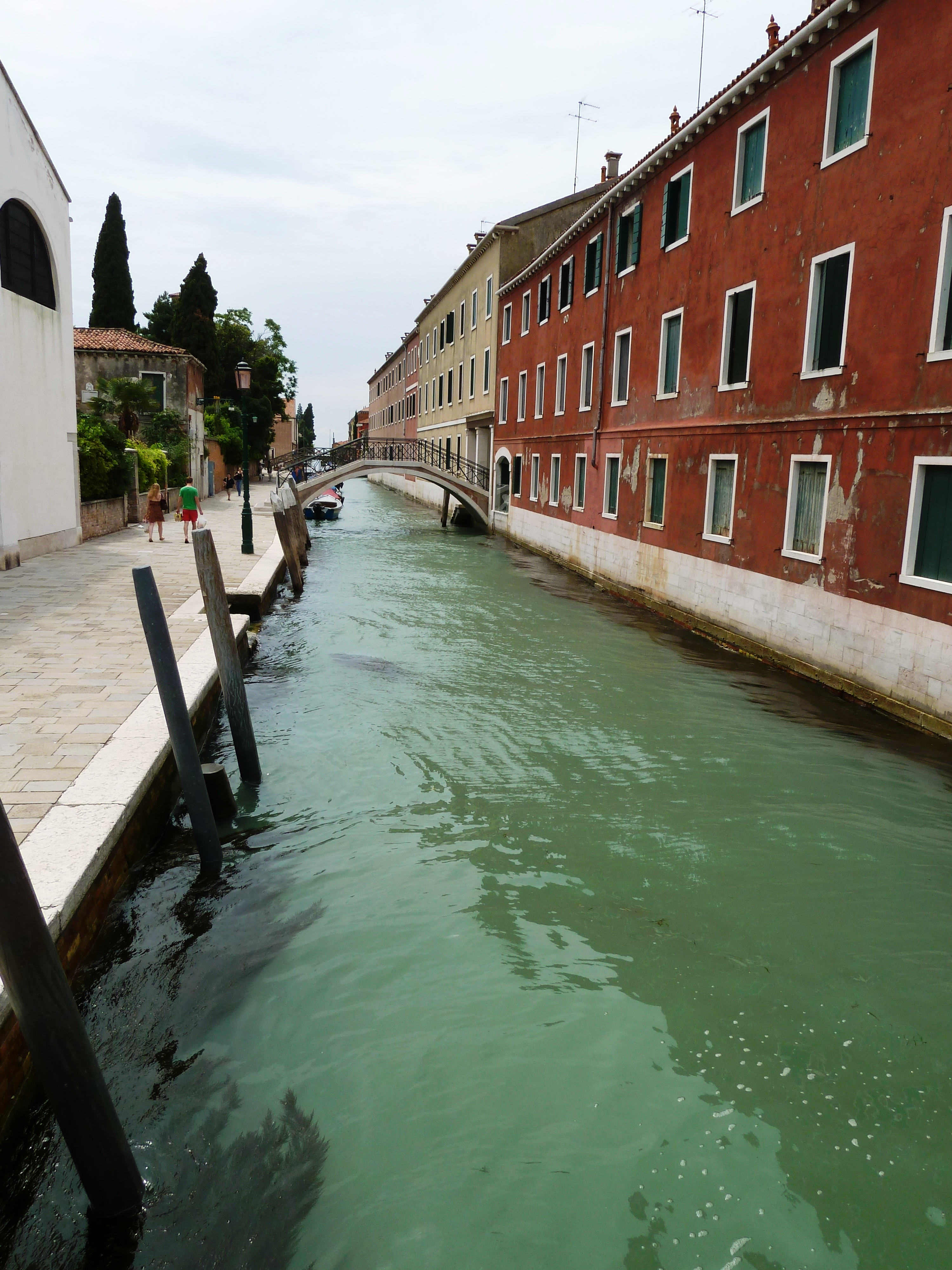
Le rio

Le rio di Santa Eufemia (canal de Sainte-Euphémie) est un canal de Venise dans l'île de Giudecca dans le sestiere de Dorsoduro.

## Description
Le rio di Sant'Eufemia a une longueur d'environ 370 mètres et une largeur moyenne de plus de 7 mètres. Il traverse la Giudecca de nord en sud et se raccorde au Canal de la Giudecca.

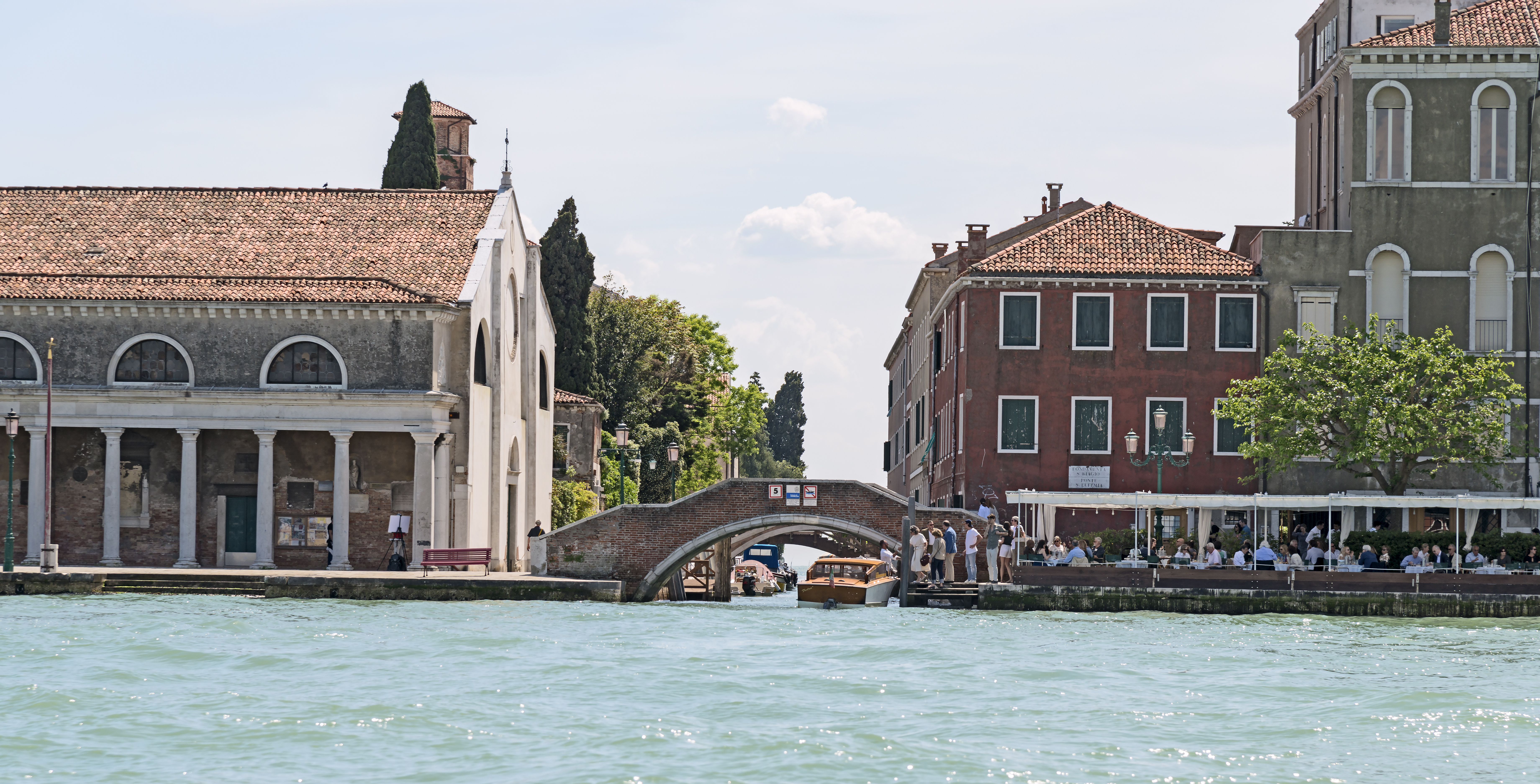
Le rio vu du canal de la Giudecca

## Toponymie
Le nom provient de l'Église Sant'Eufemia.

## Situation
Ce rio longe :
- la fondamenta della Rotonda ;
- la fondamenta del Rio di Santa Eufemia ;
- l'ancienne Église Santi Cosma e Damiano ;
- l'Église Sant'Eufemia.

### Ponts
Ce rio est traversé par trois ponts (du nord au sud) 
- Le ponte S.Eufemia reliant le fondamenta éponyme au Fondamenta S.Biagio
- Un pont privé
- Le ponte Lagoscuro (ou S.Cosmo) reliant Campo S.Cosmo au Fondamenta de le Convertite

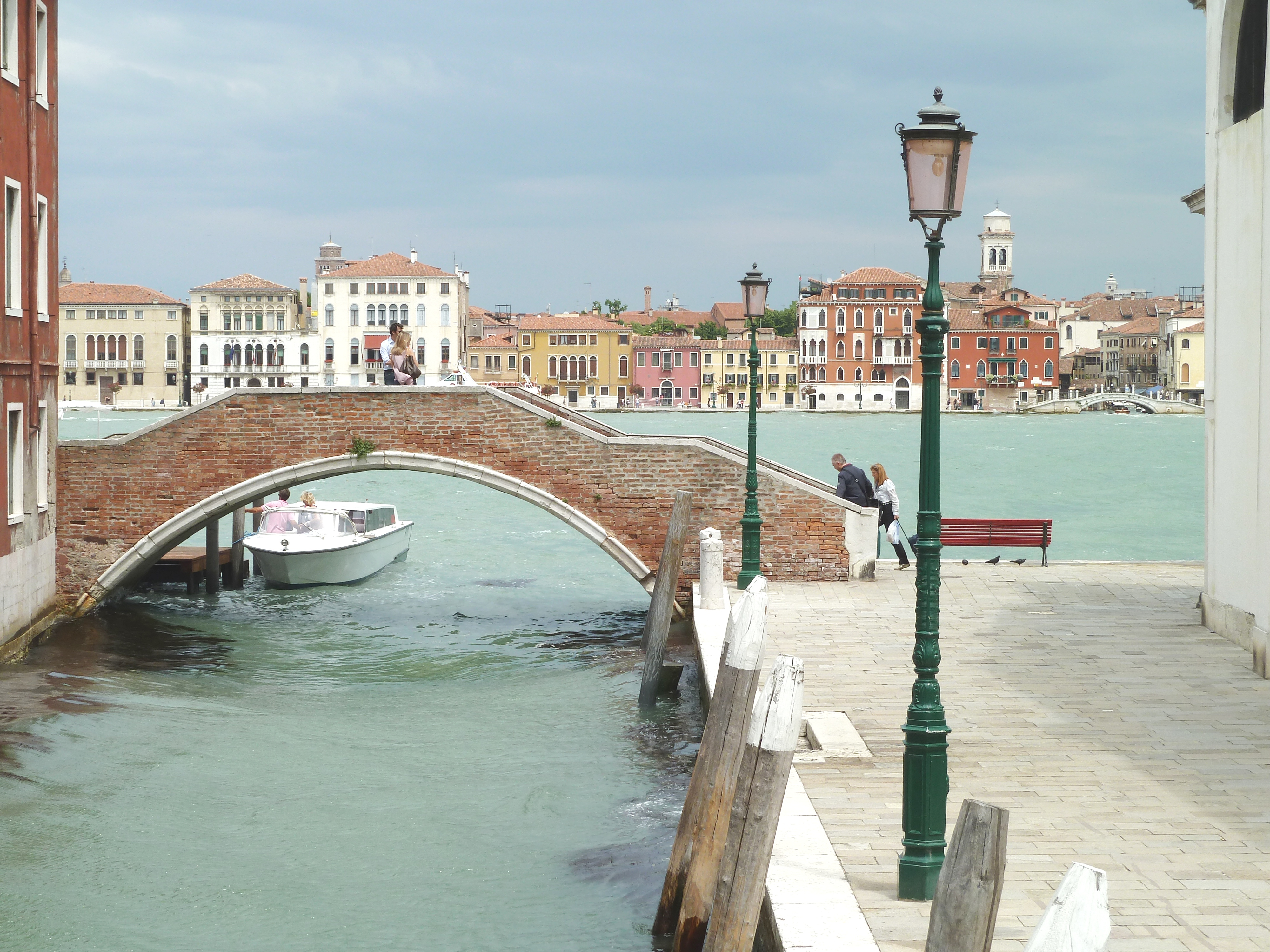
Le ponte S.Eufemia
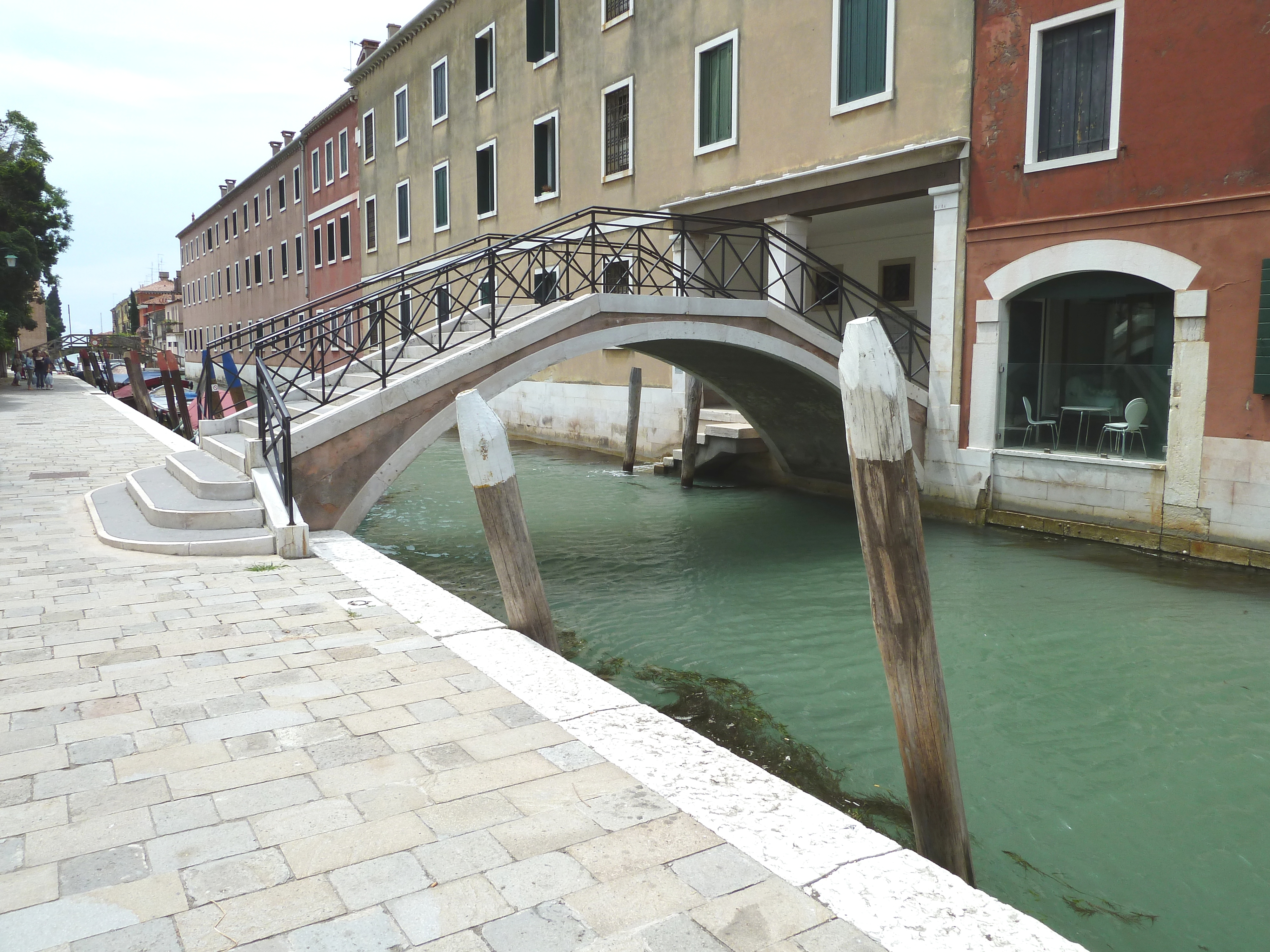
Pont privé sur le rio S.Eufemia
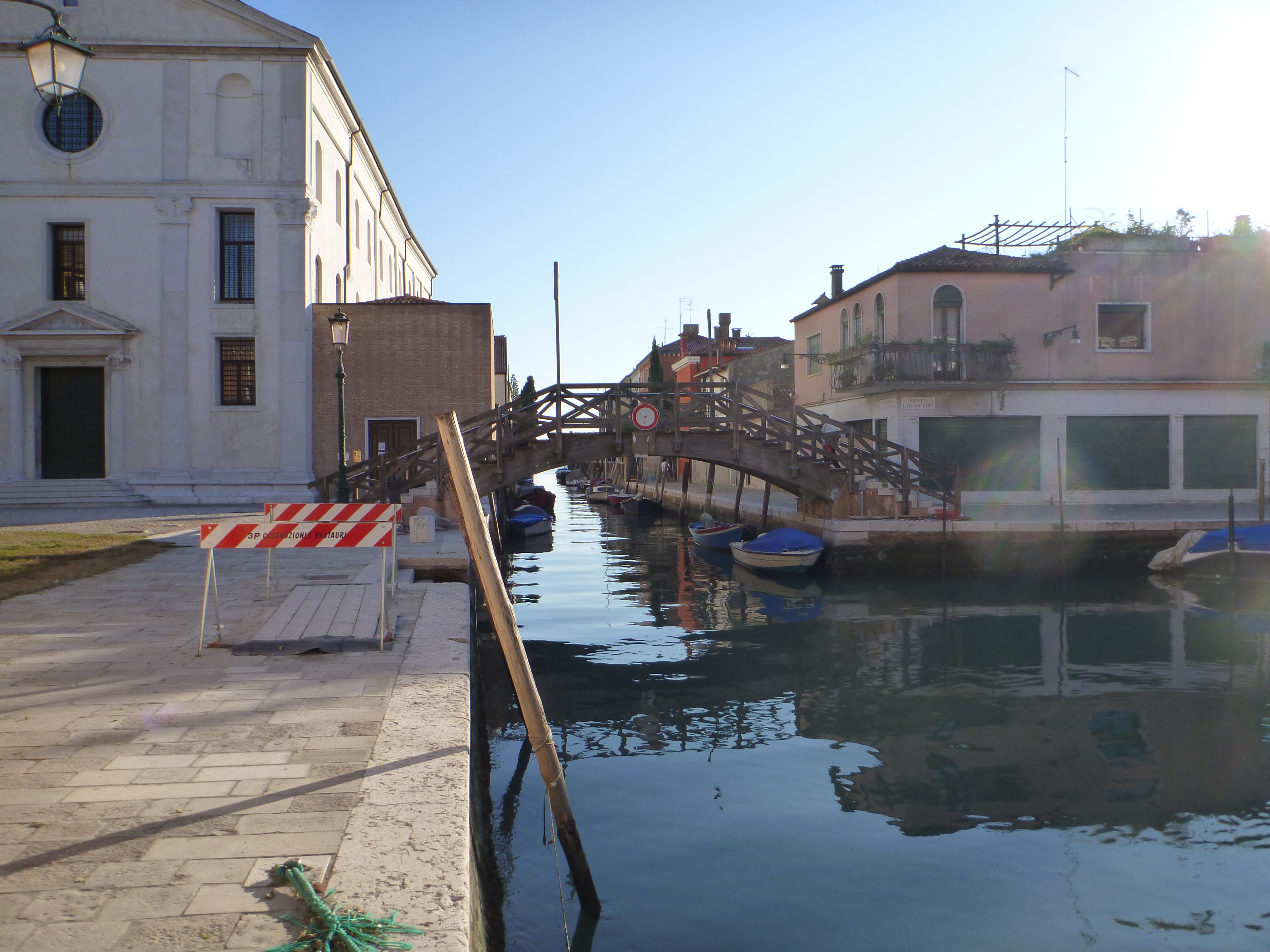
Ponte Lagoscuro (ou S.Cosmo)